# Tossal d'Espígol
El Tossal d'Espígol és una muntanya de 367 metres que es troba al municipi de Tornabous, a la comarca catalana de l'Urgell.
Al cim podem trobar-hi un vèrtex geodèsic (referència 263110001).
Aquest cim està inclòs al llistat dels 100 cims de la FEEC